# Years and Years
Years and Years ist eine britische Fernsehserie, die am 14. Mai 2019 auf dem Sender BBC One ihre Premiere feierte. BBC One produzierte sie gemeinsam mit dem US-amerikanischen Fernsehsender HBO, in den Vereinigten Staaten wurde sie zum ersten Mal am 24. Juni desselben Jahres ausgestrahlt.
Die Idee zur Serie stammt von Russell T Davies, der auch die Drehbücher aller sechs Folgen verfasste. Sie spielt in einer dystopischen Zukunft in einem Zeitraum von 2019 bis 2034. Laut Davies hatte er bereits seit mehr als zwanzig Jahren geplant, die Serie auf den Bildschirm zu bringen.
In Deutschland lief die Serie ab dem 5. März 2020 beim Pay-TV-Sender Starzplay und war damit über die Starplayz App, den Starplayz Channel bei Prime Video und Apple TV zu sehen. Im deutschen frei empfangbaren Fernsehen lief die Serie ab dem 14. Januar 2021 auf ZDFneo.

## Handlung
Die Serie fokussiert auf den Alltag der Familie Lyons, die ursprünglich aus Manchester stammt: Daniel, Angestellter eines Wohnungsamts, ist homosexuell und will bald seinen Lebensgefährten, den Grundschullehrer Ralph, heiraten. Sein älterer Bruder Stephen, ein Finanzberater, und dessen Ehefrau Celeste, eine Buchhalterin, die in London wohnen, machen sich Sorgen um ihre beiden Töchter, die junge Erwachsene Bethany und die jugendliche Ruby. Seine jüngere Schwester Rosie, die in einer Schul-Cafeteria arbeitet, sich als alleinerziehende Mutter um ihre Söhne Lee und Lincoln kümmern muss und unter Spina bifida leidet, möchte einen neuen Partner finden. Seine bisexuelle Schwester Edith ist für unzählige Hilfs-Organisationen ständig in der Welt unterwegs und hat die anderen deswegen schon länger nicht mehr gesehen. Die herrische Muriel, die Großmutter der Geschwister, steht der Familie als Matriarchin vor. Aufgrund eines politischen Zwischenfalls im Jahr 2019 ändert sich nicht nur das Leben der Familie, sondern auch die Zukunft Großbritanniens für immer, nachdem während einer Familienfeier 2024 die USA eine Atombombe über einem chinesischen Militärstützpunkt entzünden. Die Handlung konzentriert sich sowohl auf das Privatleben der Lyons innerhalb von 15 Jahren als auch auf die politische Lage im Land, die zunehmend von Instabilität aufgrund von politischen, wirtschaftlichen und technologischen Entwicklungen geprägt ist.

## Besetzung
Die Synchronisation der Serie wurde bei der Hermes Synchron unter der Dialogregie von Michael Deffert erstellt.
| Rolle               | Darsteller                        | Synchronsprecher    |
| ------------------- | --------------------------------- | ------------------- |
| Daniel Lyons        | Russell Tovey                     | Sebastian Kluckert  |
| Stephen Lyons       | Rory Kinnear                      | Michael Deffert     |
| Celeste Bisme-Lyons | T'Nia Miller                      | Christin Marquitan  |
| Rosie Lyons         | Ruth Madeley                      | Anna Carlsson       |
| Muriel Deacon       | Anne Reid                         | Luise Lunow         |
| Edith Lyons         | Jessica Hynes                     | Ranja Bonalana      |
| Vivienne Rook       | Emma Thompson                     | Monica Bielenstein  |
| Ralph Cousins       | Dino Fetscher                     | Florian Hoffmann    |
| Viktor Goraya       | Maxim Baldry                      | Tim Schwarzmaier    |
| Bethany Bisme-Lyons | Lydia West                        | Mia Diekow          |
| Ruby Bisme-Lyons    | Jade Alleyne                      |                     |
| Fran Baxter         | Sharon Duncan-Brewster            | Sabine Falkenberg   |
| Lee Lyons           | Callum Woolford Adam Little       | Arthur Wolfgang Mai |
| Lincoln Lyons       | Aaron Ansari Jett Moises Aiden Li |                     |
| Jonjo Aleef         | George Bukhari                    |                     |

## Episodenliste
| Nr. | Deutscher Titel | Originaltitel | Erstausstrahlung UK | Deutschsprachige Erstveröffentlichung (D/A/CH) | Regie              | Drehbuch         |
| --- | --------------- | ------------- | ------------------- | ---------------------------------------------- | ------------------ | ---------------- |
| 1 | 2019            | Episode 1     | 14. Mai 2019        | 5. März 2020                                   | Simon Cellan Jones | Russell T Davies |
| Am 14. Mai 2019 ist die Geschäftsfrau Vivienne Rook in einer Abend-Talkshow zu Gast und sagt, dass ihr der Nahostkonflikt „scheißegal“ sei, zudem sei die Welt nach dem Tod Angela Merkels viel schöner, ihre Aussagen werden in den Medien kontrovers diskutiert. Am selben Abend bekommt die junge Rosie Lyons einen Sohn, Lincoln, der das Ergebnis einer Affäre mit einem chinesischen Mann ist. Lincolns Onkel Daniel macht sich bereits kurz nach der Geburt seines Neffen um dessen Zukunft Sorgen, da ihn der Zustand der Welt zutiefst verunsichert. Die Handlung wird im Jahr 2024 fortgesetzt. Donald Trump wurde in der Zwischenzeit für eine zweite Amtszeit als Präsident bestätigt, China hat eine künstliche Insel und die Militärbasis Hong Sha Dao in einer Meerenge errichtet, was politisch höchst umstritten ist. Daniel heiratet seinen Lebensgefährten Ralph, während die britische Königin im Alter von 98 Jahren stirbt, Viviennes Kandidatur als unabhängige Kandidatin bei der Unterhauswahl scheitert und in der Ukraine eine von Russland unterstützte Militärregierung die Macht erlangt. Daniel leitet nun ein Flüchtlingscamp, wo er den jungen Ukrainer Viktor kennenlernt, der aus seinem Land floh, da er aufgrund seiner Homosexualität gefoltert wurde. Dadurch wird Daniels Beziehung zu Ralph belastet, da er Gefühle für den jungen Mann hegt. Bethany Bisme-Lyons sagt ihren Eltern Stephen und Celeste, dass sie transhuman sei und ihr Bewusstsein in eine Cloud hochladen wolle, worauf Celeste völlig entsetzt reagiert. Derweil gründet Vivienne eine eigene Partei, die sie Vier-Sterne-Partei nennt. Dies ist eine Anspielung auf die Sternchen, die die Medien als Platzhalter für ihren vulgären Ausdruck verwendet haben. Rosie hat eine Verabredung mit dem ebenfalls alleinerziehenden Tony, verlässt aber angeekelt seine Wohnung, als sie bemerkt, dass er regelmäßig Sex mit seinem Haushalts-Androiden hat. Auf Großmutter Muriels 92. Geburtstagsfeier erhält die Familie einen Video-Anruf von Edith, die sie sich seit Monaten nicht mehr gemeldet hat. Sie befindet sich in Vietnam, nicht weit von Hong Sha Dao. Die Geschwister hören unvermittelt Zivilschutzsignale, aus den Nachrichten erfahren sie, dass Donald Trump einen nuklearen Angriff auf Hong Sha Dao befohlen hat. Die Lyons geraten in Panik, inmitten des Aufruhrs versichert Celeste ihrer Tochter, dass sie mit ihrem Transhumanismus einverstanden sei, während Daniel geht und Viktor besucht, mit dem er Sex hat. |                 |               |                     |                                                |                    |                  |
| 2 | Unter Schock    | Episode 2     | 21. Mai 2019        | 5. März 2020                                   | Simon Cellan Jones | Russell T Davies |
| Im Jahr 2025 wird Edith im Fernsehen interviewt. Sie hat den atomaren Angriff auf Hong Sha Dao überlebt, war aber der sehr hohen Strahlenbelastung zu lange ausgesetzt, weswegen sie verkündet, in maximal 20 Jahren an Krebs zu sterben. Sie kehrt nach Großbritannien zurück, um ihrer Familie näher zu sein. Dabei freundet sie sich mit Fran Baxter, einer Nachbarin von Daniel, an, und beginnt mit ihr eine Beziehung. Bethany, die sich eingehend mit Strahlenmessungen aus Hong Sha Dao beschäftigt hat, kommt zu dem Schluss, dass ihrer Tante noch höchstens zehn Jahre bleiben, Edith will dies aber niemandem erzählen. Celeste verliert aufgrund von künstlicher Intelligenz ihre Arbeitsstelle als Buchhalterin, weswegen sie und Stephen gezwungen sind, ihr Haus zu verkaufen. Bethany, die gerade volljährig geworden ist, lässt sich kybernetische Implantate in ihre Hand einpflanzen, um langsam transhuman zu werden, und erhält ihre erste Arbeit im Bereich Data-Mining. Daniel lebt nun mit Viktor zusammen und befindet sich im Scheidungsprozess mit Ralph, worüber Muriel erfreut ist. Obwohl Ralph vorgibt, der Trennung ohne jeglichen Groll zuzustimmen, verrät er Viktor an das Home Office, da dieser in einer Tankstelle arbeitet, was Asyl-Bewerbern nicht gestattet ist, weswegen er in die Ukraine zurückgeschickt wird. Unterdessen gehen Rosie und die inzwischen nihilistisch eingestellte Edith zu einer Fernseh-Debatte, während der Vivienne unerwartet zum Zuschauer-Liebling avanciert. Daniel ist nicht sehr erfreut, als er erfährt, dass Rosie die rechtskonservative Politikerin, die unter anderem Eugenik befürwortet, plötzlich unterstützt, unter anderem auch, da seine Schwester körperlich behindert ist. Unterdessen verkaufen Stephen und Celeste ihr Haus für 2,6 Millionen Pfund, von denen ihnen nach Begleichung der Hypothek noch 1,2 Millionen bleiben, sie zahlen die gesamte Summe auf ihr Bank-Konto ein. Am nächsten Tag sind von dem Geld nur noch 85.000 Pfund übrig, da durch die Insolvenz einer US-amerikanischen Investmentbank eine Finanzkrise ausgelöst wurde. Die Familie muss deswegen bei Muriel in Manchester einziehen, deren Haus zwar sehr groß, dafür aber auch sehr verfallen ist. Am Ende der Folge wird Vivienne zu Rosies Freude bei einer Nachwahl ins Parlament gewählt. |                 |               |                     |                                                |                    |                  |
| 3 | Charisma        | Episode 3     | 28. Mai 2019        | 5. März 2020                                   | Simon Cellan Jones | Russell T Davies |
| Im Jahr 2026 kommt es aufgrund der Finanzkrise in Großbritannien zu einer Rezession. Vivienne schlägt vor, einen nationalen IQ-Test durchführen zu lassen, wobei jeder mit einem Ergebnis von unter 70 das Wahlrecht verliert. Viktor entgeht wegen seiner in der Ukraine inzwischen illegalen Homosexualität knapp der Verhaftung, weswegen er illegal in das LGBT-freundliche Spanien einwandern und dort Asyl beantragen will. Er kommt bis nach Madrid, wo er bald Besuch von Daniel bekommt, der die spanische Staatsbürgerschaft beantragen und ihn heiraten möchte. Derweil findet Edith heraus, dass ein Unternehmen Verbindungen zu Baschar al-Assad hat, weswegen sie es mithilfe ihres Neffen Lincoln infiltriert. Sie stiehlt und veröffentlicht vertrauliche Informationen, der folgende Skandal führt zur Schließung der Firma. Unterdessen freundet sich Bethany bei ihrer Arbeit mit Lizzie an, die ebenfalls transhuman ist, während Rosie ihre Stelle in der Schul-Cafeteria verliert, da sie neu eingeführte, selbstaufwärmende Fertiggerichte überflüssig machen. Stephen hat nun mehrere schlecht bezahlte Stellen, unter anderem als Labor-Mitarbeiter und Fahrradkurier, er beginnt zudem eine Affäre mit seiner Kollegin Elaine, wovon Celeste weiß, darüber aber schweigt. Wenig später erfahren die Geschwister, dass ihr mit ihnen zerstrittener Vater von einem Fahrradkurier angefahren wurde und an Antibiotikaresistenz starb. Sie gehen nur Stephen zuliebe auf die Beerdigung, weil er als Einziger um seinen Vater trauert. Auf seiner Bestattung treffen sie auf „Steven mit V“, dem Sohn von Jacqueline, der zweiten Ehefrau ihres Vaters, die sie nicht ausstehen können. Rosie äußert gegenüber Edith ihren Verdacht, dass ihr Vater wegen ihrer Behinderung und ihrem Rollstuhl-Zwang die Familie verließ. Unterdessen fahren Bethany und Lizzie mit 10.000 Pfund, Bethanys Geschenk zu ihrem 18. Geburtstag. heimlich nach Liverpool, um sich in einer Schwarzmarkt-Klinik kybernetische Implantate einpflanzen zu lassen. Wenig später ruft Bethany ihre Mutter hysterisch an: Lizzie hat ein gefälschtes, nicht funktionierendes Augen-Implantat erhalten, sie selbst konnte aber unbeschadet entkommen. Celeste macht sich auf den Weg nach Liverpool und ist zunächst erleichtert, dass es ihrer Tochter gut geht, dann aber wütend, da diese angesichts der finanziellen Situation der Familie 10.000 Pfund verschwendet hat. Bei der Wahl erhält die Vier-Sterne-Partei 15 Sitze, weswegen Vivienne letztendlich das Kräftegleichgewicht zwischen der Minderheitsregierung und der Opposition hält. Als Stephen davon erfährt, steigt er vollends mit dem Nerven am Ende in seinen Mietwagen und überfährt absichtlich das Rad eines Fahrradkuriers, während seine Geschwister mit vollkommener Gleichgültigkeit darauf reagieren.          |                 |               |                     |                                                |                    |                  |
| 4 | Wahre Liebe     | Episode 4     | 4. Juni 2019        | 5. März 2020                                   | Simon Cellan Jones | Russell T Davies |
| Im Jahr 2027 wird eine Wahlpflicht eingeführt und es zerbricht die Regierungs-Koalition, wodurch Vivienne in das Amt der Premierministerin aufsteigt. Dabei spielen ihr neben Deepfakes von vermeintlich xenophoben Politikern auch ausländische Krisen in die Hände: In Spanien gibt es eine kommunistische Revolution, Griechenland verlässt die Europäische Union, Ungarn erleidet einen Staatsbankrott, die gesamte Regierung Italiens tritt zurück. Darüber hinaus wurden in den USA, die aufgrund extremen Nationalismus nicht mehr Mitglied der UN sind, sowohl die gleichgeschlechtliche Ehe als auch das Recht auf Abtreibungen abgeschafft, zudem darf in der Öffentlichkeit nicht mehr Spanisch gesprochen werden. Als Edith in die Vereinigten Staaten reist und dagegen protestiert, wird sie des Landes verwiesen und zur Persona non grata erklärt. Derweil liegt Stephen im Krankenhaus, da er an einer Medikamentenstudie teilgenommen und die Medizin nicht vertragen hat. Er ruft Elaine an, die Klinik benachrichtigt aber auch Celeste, weswegen sich die beiden Frauen an seinem Krankenbett treffen. Zuhause offenbart Celeste Stephens Affäre, weswegen Muriel ihn des Hauses verweist und er bei Elaine unterkommt. Rosie macht sich selbständig und gründet mit ihrem neuen Freund Jonjo, der Edith verdächtig vorkommt, eine recht erfolgreiche mobile Catering-Firma. Daniel und Viktor wollen letzteren wieder illegal in das Vereinigte Königreich bringen, da die linksextremistische neue Regierung in Spanien alle Migranten abschieben lässt. Zunächst scheitern sie beim Passieren der Grenze, anschließend wollen sie gefälschte Reisepässe besorgen und werden Opfer von Betrügern, wodurch sie fast die Hälfte ihres Geldes verlieren. Schließlich versuchen sie, in einem überfüllten Schlauchboot über den Ärmelkanal ins Land zu kommen. Ungefähr einen Kilometer vor der Küste Englands kentert das Boot, die meisten Insassen, darunter auch Daniel, ertrinken, Viktor überlebt und kehrt nach Manchester zurück. In Daniels Wohnung benachrichtigt er stoisch die Geschwister, als sie bei ihm ankommen, reagiert er nicht auf das Türklingeln. |                 |               |                     |                                                |                    |                  |
| 5 | Herrschaft      | Episode 5     | 11. Juni 2019       | 5. März 2020                                   | Lisa Mulcahy       | Russell T Davies |
| 2028 lässt Vivienne ihre politischen Gegner verhaften. In England kommt es aufgrund der Klimaerwärmung zu schweren Überschwemmungen, zudem werden zwei schmutzige Bomben über Bristol und Leeds abgeworfen, wodurch die Obdachlosigkeit steigt, weswegen alle Bürger, die freie Zimmer in ihren Wohnungen haben, andere beherbergen müssen. Edith, die inzwischen bei Fran eingezogen ist und für die Umsiedlungsbehörde arbeitet, erfährt von Viktor, der in Untersuchungshaft sitzt, dass bedürftige Personen bald in Erstwhile genannten KZ-ähnlichen Lagern interniert werden sollen. Unterdessen steigt die Kriminalität in Rosies Wohnviertel in Manchester, weswegen vor ihrem Anwesen mehrere Kontrollpunkte errichtet werden und sie die Zulassung für ihr fahrendes Unternehmen verliert. Bethany erhält ein Hirn-Implantat, wodurch sie direkt in das Internet eintauchen, aber auch ihre Familie beschatten kann. Bethanys Vater Stephen konnte für ihre Operation nicht selbst aufkommen, weswegen sie nun für die Regierung arbeitet. Derweil wird bei Muriel eine Makuladegeneration diagnostiziert, mit ihren angesparten 10.000 Pfund kann sie eine bevorzugte Operation in einem NHS-Krankenhaus bezahlen, wodurch die Krankheit geheilt wird. Das Verhältnis zwischen Celeste und Muriel bessert sich, allerdings fühlt sich Celeste bei Muriel wie eine Dienerin. Edith bricht mit Bethanys Hilfe in eine Einrichtung ein, in der sich Pläne für Erstwhile-Lager befinden, wobei sie aufgrund ihrer Krebserkrankung fast zusammenbricht. Stephen nimmt eine sehr gut bezahlte, aber undankbare Stelle als Assistent seines alten Schulfreundes Woody an, einem Immobilienunternehmer. Auf einer Auktion im Chequers trifft Stephen auf Vivienne, Woody bekommt den Zuschlag für zwei neue Erstwhile-Lager. Stephen benutzt den Firmen-Computer und lässt Viktor, den er für Daniels Tod verantwortlich macht, in eines der Lager verlegen, was von Bethany per Implantat beobachtet wird. Beim feierlichen Verstreuen von Daniels Asche hat Bethany mit ihrem Gewissen zu kämpfen, verrät ihren Vater aber nicht. |                 |               |                     |                                                |                    |                  |
| 6 | Erlösung        | Episode 6     | 18. Juni 2019       | 5. März 2020                                   | Lisa Mulcahy       | Russell T Davies |
| Im Jahr 2029 gesteht Bethany Edith schließlich zögerlich, was Stephen Viktor angetan hat, und befürchtet, dass sie für ihre illegale Unterstützung Ediths ihre Implantate verlieren wird. Die Pressefreiheit wird immer mehr eingeschränkt, die BBC stellt den Betrieb ein, da sie ihre Lizenz verliert. Muriel ist aufgrund des Zustands der Welt extrem frustriert und beklagt sich zunächst über ihre Familie, anschließend über die ganze Menschheit, weil viele vergangene, kleine Momente der Gleichgültigkeit für die momentane Lage verantwortlich wären. Stephen trennt sich von Elaine und kauft eine Pistole, die er bei seiner Arbeit im Schreibtisch versteckt. Viktor will die Familie mit einem eingeschmuggelten Handy kontaktieren, allerdings werden alle Funksignale durch Türme im Lager blockiert. Celeste manipuliert Stephen, erhält so eine Stelle in Woodys Firma und will an Informationen über die Lager gelangen. Unterdessen sind Rosie und ihre Nachbarn empört, als ihr Sohn und seine Freunde aufgrund der überschrittenen Sperrstunde nicht in ihren Wohnkomplex gelassen werden. Im Lager sprengen Edith und andere Aktivisten die Türme, weswegen die Insassen zu den Eingangstoren stürmen und von den bewaffneten Wachen bedroht werden. Zur selben Zeit konfrontiert Stephen Celeste, die Edith gerade dabei hilft, die Firmencomputer zu hacken. Er erklärt ihr, dass er Beweise für Viviennes Lager landesweit im Fernsehen ausstrahlen und sich anschließend töten wollte. Als Woody ins Büro stürmt, schießt ihm Stephen stattdessen ins Bein. Durch die freigesetzten Signale sieht das ganze Land das Elend der Lager, auch Rosies Aktion, den Sperrzaun unter dem Applaus ihrer Nachbarn mit ihrem Lieferwagen zu durchbrechen, wird übertragen. Edith bricht im Lager aufgrund ihrer Krankheit zusammen, wird aber rechtzeitig behandelt. Vivienne wird des Mordes an Erstwhile-Insassen angeklagt und abgesetzt, die BBC nimmt wieder ihren Betrieb auf. Stephen wird für drei Jahre inhaftiert und fängt ein neues Leben in Barcelona an, er ist zwar immer noch von Celeste getrennt, hat sich aber mit ihr und seinen Töchtern versöhnt. Rosie heiratet Jonjo, mit dem sie einen Sohn hat, den sie Daniel nennt. Fünf Jahre später, also im Jahr 2034, stellt sich heraus, dass die gesamten bisherigen Ereignisse Erinnerungen von Edith waren. Sie will ihren Verstand in eine auf Wassermoleküle basierte Datenbank hochladen, Bethany sieht dabei als Hologramm in Muriels Haus zu. Während Edith stirbt, sagt sie, dass ihr Verstand wahrscheinlich nicht hochgeladen werden kann, da der menschliche Geist nicht nur aus reinen Informationen bestehe. Ihr Bewusstsein wird schließlich auf Muriels IPA Signor hochgeladen, die Serie endet aber mit der offenen Frage der Familie Lyons, ob dies auch wirklich funktioniert hat. |                 |               |                     |                                                |                    |                  |

## Rezeption
In der Internet Movie Database erreichte die Serie eine Bewertung von 8,4 aus zehn Sternen basierend auf 17.212 Bewertungen. Auf Rotten Tomatoes bekam die Serie eine Kritikerwertung von 89 Prozent sowie eine Zuschauerbewertung von 90 Prozent. Bei Metacritic erhielt die Serie einen durchschnittlichen Kritiker-Wert von 78 aus 100 und eine Zuschauerwertung von 7,5 aus 10 (Stand: 26. Mai 2020).

„Eine Familiengeschichte vor dem größtmöglichen Hintergrund, dem drohenden Untergang der Zivilisation glaubhaft zu erzählen, ist eigentlich zum Scheitern verurteilt. Doch Showrunner Russell T. Davies und der Studio Canal-Tochter Red Production Company sind mit Years and Years eine so zwingende, relevante Serie gelungen, die zwar sehr viel will aber auch liefert und deshalb schnellstmöglich auch nach Deutschland kommen muss - eine Plattform oder einen Sender gibt es bislang leider noch nicht. Die Eskalation von Politik und Gesellschaft verbunden mit dem schleichenden Gefühl, gerade hart erkämpfte Errungenschaften wieder zu verlieren, ist kein allein britisches Phänomen. Diese Serie adelt Russell T. Davies und sein Gespür für Zeitgeist. Diese Serie ist eine Warnung an die Menschheit, verpackt in einer dramatischen Serien-Dystopie, die The Handmaid’s Tale beinahe wie Feel Good-Fernsehen wirken lässt.“

Vanessa Schneider beschrieb die Produktion für den Bayerischen Rundfunk als „beängstigend nah“ an der Realität, wobei der Realismus durch „Mark und Bein“ gehe. Years and Years sei eine faszinierende Polit-Science-Fiction-Serie, die sich nicht auf die Machtspiele der Mächtigen, sondern auf die Menschen konzentriere, die mit den politischen Entscheidungen in einer „ziemlich finsteren“ nahen Zukunft leben müssen. Die Serie zeige anhand vieler kleiner Familiendramen, was die nicht greifbare Globalisierungsangst auf der ganzen Welt mit Menschen mache. Russell T Davies treffe einen ähnlichen Ton wie The Handmaid’s Tale – Der Report der Magd oder Black Mirror, halte Years and Years aber realistischer. Es sei für die Zuschauer „richtige Folter“, miterleben zu müssen, wie irrational, naiv und kurzsichtig sich die eigentlich klugen und reflektierten Lyons in dieser hoffnungslosen Situation verhalten. Glücklicherweise lockere dafür die absurde Komik die angespannte Handlung immer wieder auf, zudem sei Emma Thompson in ihrer Rolle „schlicht fabelhaft“. Wegschauen sei bei Years and Years nicht möglich, da das Szenario der Serie bis ins Detail so gut vorstellbar sei, dass es „richtig wehtue“ zuzuschauen, wie die Welt „vor die Hunde“ gehe.
Sophie Gilbert schrieb im The Atlantic, dass es zwischen Years and Years und Black Mirror zwar Ähnlichkeiten gebe, da beide Serien dystopische Zukunfts-Szenarien behandelten. Allerdings entwickle sich die Welt für die Vorstellungskraft von Charlie Brooker, dem Erfinder und Autor von Black Mirror, zu schnell, weswegen es in aktuellen Folgen der Serie nicht um potenzielle, sondern aktuelle Probleme wie süchtig machende soziale Netzwerke gehe. Russell T Davies hingegen greife auf „dunkle Trends“ des letzten Jahrzehnts zurück, deren logische Erweiterung innerhalb von fünf beziehungsweise 15 Jahren er schildere. In der Serie werde in einer „bröckelnden und nervösen“ Atmosphäre dargestellt, wie einfach es für eine Politikerin wie Rook ist, an die Macht zu kommen, indem sie auf „nativistische Instinkte“ eingeht und sich gleichzeitig absurderweise auf „lokale Ärgerlichkeiten“ statt auf globale Krisen fokussiert. Emma Thompson brilliere hierbei als Rook, die „bedrohlich und mit absoluter Selbstsicherheit“ agiere, allerdings ließe ihr die Serie genug Zweideutigkeit, um den Zuschauer rätseln zu lassen, ob Machtergreifung wirklich ihr einziges Ziel ist.
Morgan Jeffery, ein Redakteur des Digital Spy, war der Ansicht, dass Russel T Davies mehrere Themen gleichzeitig aufgreife, unter anderem die Politik von Donald Trump, übertriebenen Instagram-Konsum, überteuerten Kaffee in London sowie die britische Polit-Talkshow Have I Got News for You, das Ergebnis sei ein „wildes Kaleidoskop“, da die Serie sowohl „atemberaubend als auch schwindelerregend“ sei. Dank der „grandiosen“ Darsteller sei die Familie Lyons das „Rückgrat“ der Serie, Davies gelinge es, auch „haarsträubende“ Elemente in einer „absolut authentischen Familien-Dynamik“ zu verarbeiten. Allerdings kämen durch die Fülle an Themen einige Handlungsstränge zu kurz, beispielsweise der Wunsch der Figur Bethany, transhuman zu werden, da der Eindruck entstehe, dies sei nur zur Zuschauer-Belustigung gedacht. Obwohl die Serie „beeindruckend“ sei, wirke sie ein wenig „zusammenhangslos“. Nichtsdestotrotz sei Years and Years aufgrund ihrer „schieren Unberechenbarkeit“ faszinierend, auch wenn eine Serie, in der es um „alles“ geht, vielleicht nicht ganz so fesselnd sei wie eine Produktion, die nur ein bestimmtes Thema behandelt.

## Nominierungen
Critics’ Choice Television Awards 2020
- Nominierung: Beste Miniserie
- Nominierung: Bester Nebendarsteller in einer Miniserie oder einem Fernsehfilm, für Russell Tovey
- Nominierung: Beste Nebendarstellerin in einer Miniserie oder einem Fernsehfilm, für Emma Thompson

GLAAD Media Awards 2020
- Nominierung: Beste Miniserie

Satellite Awards 2020
- Nominierung: Beste Miniserie

World Soundtrack Award 2020
- Nominierung: Bester Fernsehkomponist, für Murray Gold (auch für Gentleman Jack)